# Мартин, Джеймс
Джеймс Мартин (англ. James Martin; род. 30 июня 1972, Малтон, Северный Йоркшир) — известный британский повар и телеведущий, автор книг по кулинарии.

## Биография
Джеймс, родом из Йоркшира, рос на ферме, помогая отцу с поставкой продуктов в замок Касл-Хоуард. В 16 лет он поступил в технический колледж Скарборо, где три года подряд становился Студентом года.
Известный шеф-повар Энтони Уоррэл Томпсон приметил его и привез в Лондон, в ресторан 190 Queensgate, а затем — в dell’Ugo. Джеймс объездил Францию, работал на кухнях старинных замков — иногда бок о бок с матерями и бабушками древних знатных семейств. Вернувшись в Англию, он 2 года проработал в ресторане Chewton Glen.
В 1994 году, в возрасте 21 года, Джеймс открыл в Винчестере заведение Hotel and Bistro du Vin. Меню ресторана он менял ежедневно, и успех был такой, что столики на выходные заказывали за 8 недель вперед!

## Карьера на ТВ
Его карьера на телевидении началась в ноябре 96-го с шоу «На старт, внимание, жарь» (Ready Steady Cook); кроме того, Джеймс был частым гостем программы «Готовим по субботам» (Saturday Kitchen (англ.)). Он создал множество собственных передач для канала Carlton Food Network (англ.): «Мелкие едят все» (Kids Eat the Funniest Things), «50 способов накормить любимого» (Fifty Ways To Feed Your Lover), «Что бы ни случилось» (For Better For Worse), «Просто рыба» (Simply Fish), «На разведку с Джеймсом» (Scouting About And Entertaining With James). Кроме этого, совместно с Энтони Уоррэлом Томпсоном он вел программы «Работай тыквой» (Use Your Loaf) и «Слуга и господин» (Master And Servant). В январе 2001 года на BBC1 (англ.) вышла передача Джеймса «Кухонное вторжение» (Kitchen Invaders); 4 года подряд Джеймс готовил на программе «Визит на дом» (Housecall), успешном дневном шоу на канале ВВС1, а также появлялся в программе «Вкусная Еда» (Good Food Live (англ.)).
К первому сезону передач примкнула его книга «Восхитительно!» (Delicious!). Второй сезон назывался «Сладкий Джеймс Мартин» (James Martin Sweet). В 2004 году он несколько недель провел в Йоркшире, снимая для UK TV (англ.) очередную серию программ, «Лучшее из Йоркшира» (Yorkshire’s Finest): в них он покупал и готовил из местных продуктов.
В 2003—2004 годах Джеймс вел две серии передач «Прямо со сковороды» (Out Of The Frying Pan) на канале Carlton TV. Осенью 2004-го он стал одним из ведущих нескольких программ «Слишком много поваров» (Too Many Cooks (англ.)) на канале ITV1 (англ.). В 2005-м Джеймс отснял две серии передач «Загородный замок» (Castle In The Country) для ВВС2 в замках Глэмис-Касл и Касл-Хоуард. Последняя его передача «Копай глубже» (Digs Deep) для UK Food (англ.), посвященная выращиванию и готовке из собственного урожая, была снята в собственном саду Джеймса.
Джеймс был гостем на многих передачах, включая «Огонь горит» (The Heat Is On) на канале UK Living (англ.), «Повар-сюрприз» (Surprise Chefs), «Молодых шеф-поваров» (Junior Master Chef), «Еду и питье» (Food&Drink) на ВВС2, «Легкий ленч» (Light Lunch) на Channel 4 (англ.) , «Шоу Ванессы» (The Vanessa Show), «Пора по домам» (Blue Peter), «Хвалебные гимны» (Songs of Praise), «Контроль по выходным» (Weekend Watchdog), «Пищу для ума» (Food For Thoughts), «Новости к завтраку от ВВС» (ВВС Breakfast News), Carlton Food Network Daily, «Суперповаров» (Superchefs) и «Великий побег» (The Great Escape). Кроме того, он 45 раз появлялся на дневной программе Sky 1 to 3. В 1998 году он и несколько поваров из команды «На старт, внимание, жарь» устроили мужской стриптиз на канале ВВС1, собирая деньги для детских благотворительных организаций. В качестве постоянного шеф-повара Джеймс записал 70-серийную программу «Зачем толстеть?» (Why Weight?) для Channel 4. Он вел колонку рецептов в журнале Ideal Home Magazine, сотрудничал с журналами Fresh, Delicious и ВВС Good Food и еженедельно готовил материалы для собственной странички в журнале Garden Life.

## Книги Джеймса Мартина
Его первая книга, «Едим с Джеймсом Мартином» (Eating With James Martin), вышла в октябре 1998 года, вторая — «Книга деликатесов» (The Deli Cookbook) — осенью 2000 -го. «Великие британские обеды» (Great British Dinners) были изданы в 2003-м, «Простая английская еда» (Easy British Food) — в июне 2005-го. «Британская зима» (Great British Winter) была опубликована в 2006 году. Последняя книга Джеймса, «Всебританская деревня» (The Great British Village Show Cookbook), увидела свет в феврале 2007 года, вместе с новой серией передач на канале ВВС1. Точно так же с выходом программы о десертах на ВВС2 совпала публикация его книги «Десерты».

## Прочее
Каждый год Джеймс Мартин принимает участие во многих кулинарных выставках по всей Великобритании, например, в Дербиширской, Мальвернской и Йоркширской выставках; в 2004-м он принимал участие в выборе лучшего британского ресторана «фиш-энд-чипс».
Джеймс рекламирует небольшие электрические кухонные приборы от фирмы Wahl и кухонную посуду от Stellar, сотрудничает с компанией Underwood, занимающейся дизайном и производством мебели, и является совладельцем фирмы Cadogan & James Delicatessens в Винчестере. Кроме того, он держит два ресторана-бистро на круизных лайнерах Ocean Village 1 и 2.